# Aeroportul Internațional Oakland County
Aeroportul Internațional Oakland County (IATA: PTK, ICAO: KPTK, FAA LID: PTK) este un aeroport din Michigan, Statele Unite ale Americii ce deservește zona Comitatul Oakland. Aeroportul a fost tranzitat în 2019 de 2.768 de pasageri. A fost numit după zona deservită.
Situat la o altitudine de 299 m, aeroportul dispune de 3 piste.

## Infrastructură

### Piste
Aeroportul dispune de 3 piste: 
- pista 09L/27R din asfalt, cu dimensiunile 5.676 picioare × 100 picioare
- pista 09R/27L din asfalt, cu dimensiunile 6.521 picioare × 150 picioare
- pista 18/36 din asfalt, cu dimensiunile 2.582 picioare × 75 picioare